# Fosa condiliană
Fosele condiliene (Fossa condylaris) sunt două depresiuni aflate pe fețele exocraniane (inferioare) ale porțiunilor laterale ale osului occipital, înapoia condililor occipitali. În ele se află marginea posterioară a feței articulare superioare a atlasului în cazul extensiunii complete a capului. Pe fundul foselor condiliene se află un orificiu extern al canalului condilian (Canalis condylaris).